# 久世番子
久世 番子（くぜ ばんこ、1977年12月5日 - ）は、日本の漫画家。愛知県東海市出身。芥川賞作家の中村文則とは小学から高校（愛知県立東海南高等学校）まで同級生であり親交がある。

## 来歴
投稿作品の『NO GIRL,NO LIFE!』が新書館発刊の『月刊ウィングス』4月号に掲載され、2000年2月にデビュー。
2000年新書館発行の『サウス』6月号から連載が始まり、2001年に『サウス』誌上で後に単行本化される『imp!』に収録される『休みの国』が掲載。2002年『月刊ウィングス』2月号から代表作の『少年愛の世界』が掲載。
2005年『月刊ウィングス』1月号よりエッセイコミック『暴れん坊本屋さん』の連載が始まる。書店でのアルバイト経験をもとにした内容が話題を呼び、『朝日新聞』などに単行本の書評が掲載されるなど一躍有名になる。同書は本屋の内情を記しただけではなく、返品制度や買い切りといった出版界の内情も詳細に描かれ、注目を集めた。
2006年講談社創刊の『Beth』で、自身のことを描いたショートエッセイコミック『私の血はインクでできているのよ』連載開始、掲載誌の休刊に伴い、2008年から講談社の創刊雑誌『Kiss PLUS』に移動。
2006年12月31日 長年アルバイトをしていた本屋を退職、その後は漫画家業に専念している。
2007年より『月刊ウィングス』にて、大崎梢原作のミステリー「成風堂書店事件メモ」シリーズのコミカライズを連載開始。
その他、『中日新聞』火曜日のコーナー『しんぶん@ネット』内にある『こわ・おもしろ玉手箱』にて、隔週火曜日にイラストを手がけていた。

## 作品リスト

### 漫画作品
- 神は細部に宿るのよ（『Kiss』2009年[1] - 連載中）
- 本販通信（日本出版販売 日販通信）
- ほんだらけ〜 （小学館 ガクマンプラス）
- ひらばのひと（『月刊モーニングtwo』2020年11号 - 2022年11号 → 『モーニング』2023年8号 - 2025年28号[2]）※講談監修 神田伯山
  - 修羅場の人（『モーニング』2020年14号） ※読み切り版
- 発掘ゲンバーズ!! - 単行本未収録。
- 博物館ななめ歩き（ぎょうせい 文部科学時報） - 単行本未収録。

### 書籍
- 『少年愛の世界』新書館〈ウィングス・コミックス〉、2003年6月24日発売、ISBN 4-403-61718-2
- 『imp!』新書館〈ウィングス・コミックス〉、2004年1月23日発売、ISBN 4-403-61740-9
- 『暴れん坊本屋さん』新書館
  - （通常版）〈ウンポコ・エッセイ・コミックス〉2005年 - 2006年、全3巻、A5判
  - （完全版）〈ウィングス・コミックス〉2012年、全2巻、A5判
- 『甘口少年辛口少女』新書館〈ウィングス・コミックス〉、2005年10月24日発売、ISBN 4-403-61812-X
- 『ふたりめの事情』新書館〈ウィングス・コミックス〉、2006年10月24日発売、ISBN 4-403-61848-0
- 『成風堂書店事件メモ』原作：大崎梢、新書館〈ウィングス・コミックス〉2008年 - 2009年、全2巻
- 『番線 本にまつわるエトセトラ』新書館〈ウンポコ・エッセイ・コミックス〉、2008年3月27日発売、ISBN 978-4-403-67051-0
- 『私の血はインクでできているのよ』講談社〈ワイドKC〉、2009年2月13日発売、ISBN 978-4-06-337661-6
- 『ひねもすハトちゃん』新書館〈ウィングス・コミックス〉、2010年3月24日発売、ISBN 978-4-403-67089-3
- 『神は細部に宿るのよ』講談社〈ワイドKC〉、既刊6巻
  1. 2010年8月11日発売、ISBN 978-4-063-37702-6
  2. 2011年11月11日発売、ISBN 978-4-063-37733-0
  3. 2013年3月13日発売、ISBN 978-4-063-37774-3
  4. 2015年3月13日発売、ISBN 978-4-063-37826-9
  5. 2018年10月12日発売、ISBN 978-4-065-13526-6
  6. 2020年10月13日発売、ISBN 978-4-065-20878-6
- 『よちよち文藝部』シリーズ、文藝春秋、既刊2巻
  - 『よちよち文藝部』2012年10月23日発売、ISBN 978-4-16-375750-6
  - 『よちよち文藝部 世界文學篇』2019年12月12日発売、ISBN 978-4-16-391144-1
- 『とげぬきハトちゃん』新書館〈ウィングス・コミックス〉、2013年3月23日発売、ISBN 978-4-403-67137-1
- 『パレス・メイヂ』白泉社〈花とゆめコミックス〉2013年 - 2017年、全7巻
  - 『金の釦 銀の襟 -パレス・メイヂ側聞-』白泉社〈花とゆめコミックススペシャル〉2019年、全1巻
  - 『パレス・メイヂ 番外編〜陛下のプロトコール〜』 白泉社〈花とゆめコミックススペシャル〉2020年、全1巻
- 『宮廷画家のうるさい余白』白泉社〈花とゆめコミックススペシャル〉、既刊1巻
  1. 2018年5月18日発売、ISBN 978-4-592-21691-9
- 『ひらばのひと』講談社〈モーニングKC〉2021年 - 刊行中、既刊6巻
- 『ぬばたまは往生しない』白泉社〈花とゆめコミックススペシャル〉、既刊1巻
  1. 2021年11月19日発売、ISBN 978-4-592-22810-3

### その他
- オリエント急行の殺人 創元推理文庫60周年フェア期間限定カバーイラスト[3]